# Eozynofil
Eozynofil, eozynocyt, granulocyt kwasochłonny, krwinka kwasochłonna, Eo – rodzaj krwinek białych zawierających w cytoplazmie ziarnistości, które przy barwieniu eozyną barwią się na kolor ceglastoczerwony. Granulocyty kwasochłonne należą do komórek układu odpornościowego, które odgrywają zasadniczą rolę w zwalczaniu pasożytów oraz reakcjach alergicznych.
Eozynofile powstają w szpiku kostnym z wielopotencjalnej komórki pnia CD34+ pod wpływem cytokin: IL-5, IL-3 oraz czynnika wzrostowego (GM-CSF). Gdy proces ich maturacji zakończy się przemieszczają się do krwi i krążąc docierają do tkanek, do których przechodzą pod działaniem IL-5 i chemokin z rodziny eotaksyn.
Na powierzchni błony komórkowej eozynofili znajdują się liczne receptory dla cząsteczek biologicznie czynnych, z których szczególne znaczenie mają receptory dla IL-5, chemokin CC - CCR3 i SIGLEC-8. Liczba tych receptorów znacząco wzrasta w stanach chorobowych i z tego względu stanowi dobry cel interwencji terapeutycznych.
Podstawową funkcją tych krwinek jest niszczenie obcych białek (na przykład białek alergennych), są także intensywnie wytwarzane w okresie zakaźnych chorób bakteryjnych i wirusowych. Ich liczba wzrasta w czasie infestacji pasożytniczych — biorą udział w neutralizacji antygenów wielokomórkowych. Ich zupełny brak obserwuje się w niektórych ciężkich infekcjach bakteryjnych, a podwyższenie poziomu w okresie rekonwalescencji. Wytwarzają histaminazę i są fagocytami.
Wykazują one właściwości żerne (fagocytoza). Zaburzenie współdziałania eozynofili z komórkami tucznymi (mastocytami) prowadzi do reakcji alergicznych.

## Liczba
Prawidłowa liczba eozynofili we krwi obwodowej wynosi 35-350 w 1 mm³ (średnio 125), procentowo eozynofile stanowią od 1-5% (śr. 3) liczby leukocytów. Wyniki te charakteryzują się znaczną zmiennością w zależności od pory dnia, stresu, stanu emocjonalnego, wysiłku, cyklu miesiączkowego (u kobiet) i wielu innych fizjologicznych i chorobowych czynników. Zwiększenie liczby eozynofili we krwi obwodowej nazywa się eozynofilią i klasyfikuje się jako:
- łagodną 600-1500/1 mm³
- umiarkowaną 1500-5000/1 mm³
- ciężką >5000/1 mm³

Stwierdzenie eozynofili we krwi obwodowej pozwala przypuszczać, że zwiększona jest ogólna liczba eozynofili w organizmie (hipereozynofilia). Obniżenie liczby eozynofili poniżej 50/μl to eozynopenia.
Obecność eozynofili stwierdza się przede wszystkim w tkankach narażonych na kontakt z czynnikami środowiska zewnętrznego organizmu (np. skóra, błony śluzowe przewodu pokarmowego, dróg oddechowych). Liczba eozynofili w tkankach jest 100 razy większa niż we krwi obwodowej.

## Historia
Eozynofile zostały odkryte we krwi obwodowej w 1879 r. przez Paula Ehrlicha. Dopiero od połowy lat 70. XX wieku udało się stopniowo poznać szczegóły ich budowy, funkcji i znaczenia w stanach zdrowia i choroby.